# Mora (tkanina)

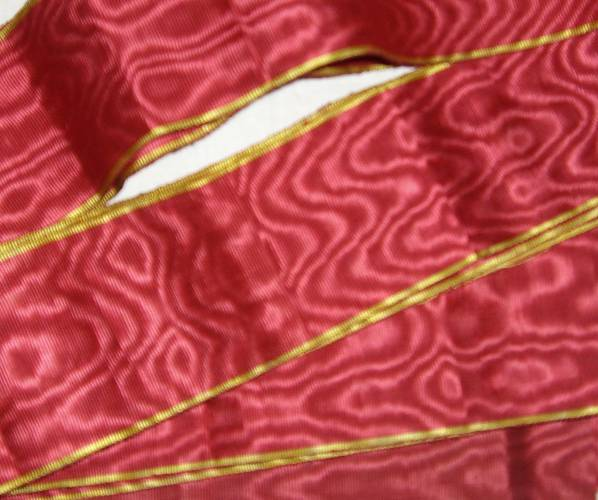
Tkanina z deseniem mora.

Mora – tkanina, najczęściej jedwabna, w której odpowiednie sploty wątku i osnowy dają deseń prążków mory podobny do słojów drzewa; zwykle jednobarwna, czasem z wytłoczonym deseniem. Stosowana w uroczystych kreacjach jako wykończenie klap, mankietów, kołnierzy itp. lub na szaty liturgiczne. Dziś jako materiał, z którego są szyte piuski, mankiety i pas sutanny papieża, kardynałów i legatów papieskich. Z mory wykonuje się także wstęgi do orderów i odznaczeń.